# Дезмънд Багли
Дезмънд Багли (на английски: Desmond Bagley) е британски журналист и писател на бестселъри в жанра трилър.

## Биография и творчество
Дезмънд Багли е роден на 29 октомври 1923 г. в Кендал, Къмбрия, Англия, в семейството на Йоан и Хана Багли. Има десет години по-голям брат. Баща му е бил миньор от Ланкашър, кротък и любител на хубавата музика, в ярък контраст с майка му, която е строга и със силна воля. Поради влошено здраве баща му се пенсионира по-рано и семейството му се премества в курортния град Блекпул през лятото на 1935 г., когато Багли е на дванайсет години. Именно там през лятото, в обществената библиотека, Багли открива магията на литературата. Багли страда от заекване, и не след дълго, той напуска училище и започва работа първо като момче за поръчки, а после като работник на вединг машини във фабрика. По време на Втората световна война е освободен от военна повинност и работи в самолетната индустрия по производството на картечни кули и части за самолетите „Spitfires“.
Поради напреженията в семейството му, свързани и с недъга му, Багли напуска снежна Англия през 1947 г. и отива в Африка като пътува по суша, пресичайки пустинята Сахара. За кратко се установава в Кампала, Уганда, където преболедува от малария. В интерес на здравето си премества, първо в Кения през 1948 г., после в Родезия (днес Зимбабве) през 1949 г., и накрая достига целта си като се установява в Южна Африка през 1950 г. Работи в минната индустрия за злато и азбест в Дърбан, Натал.
Докато е на работа в Натал започва да се интересува от журналистика и започва през 1951 г. в Дърбан работа като фотограф в нощен клуб. Постепенно започва да пише сценарии и материали на теми от Южна Африка за „Broadcasting Corporation“. През 1952 г. се мести в Йоханесбург, където става репортер на свободна практика за някои от най-известните вестници – „Сънди таймс“, „Стар“ и „Ранд Дейли Мейл“. През това време той е популярен като рецензент на книги, филми, театрални, музикални записи и концерти, и често пише за списания. Между 1956 г. и 1962 г. работата му включва очерци с предимно филмова критика и технологична насоченост.
През този период през 1959 г. на едно парти той среща Джоан Маргарет Браун, директор на водеща книжарница, и през 1960 г. те се женят.
Докато е журналист Багли има повече свободно време и се опитва да пише литературни произведения. Първият му разказ „My Old Man's Trumpet“ е завършен през 1957 г. и е публикуван в списание „Argosy“ във Великобритания. Публикацията го насърчава и той решава да пише романи.
Първият му роман „The Golden Keel“ е издаден през 1963 г., след дълга подготовка и редактиране. Романът моментално има голям успех и се превръща в повратна точка на неговия разнообразен живот.
Багли и съпругата му напуснат Южна Африка през 1965 г. и след кратко пребиваване в Италия семейството се установява в Англия. Първоначално те са живели в Бишопстейнтън, Девън. После се местят в Тотнис, Девън, за периода 1966 – 1976 г., след това в Гърнси на Англо-нормандските острови, прекрасно място според писателя. Съпругата му живее там до 1999 г.
След връщането му в Англия, Багли среща свой приятел, хипнозизатор, който го научава на определени техники на упокояване, с което му помага значително да реши проблема си със заекването.
След първия роман Бигли пише още петнадесет увлекателни трилъра, които го нареждат сред признатите майстори на перото. Характерно за британските писатели на трилъри от тази епоха е, че те рядко използват повтарящи се герои. Багли има само две поредици с по два романа – „Слейд“ и „Макс Стафорд“, като вторият том от тях е по-скоро продължение на историята от първия роман.
Също така обикновено, романите не са много предпочитани за филмови адаптации. От трилърите на Багли са адаптирани за екрана „Капанът на свободата“ през 1973 г. във филма „The Mackintosh Man“ с режисьор Джон Хюстън и с участието на Пол Нюман и Доминик Санда. Романът „Running Blind“ е филмиран за телевизията от Би Би Си през 1979 г. През 1992 г. е филмиран романът му Landslide с Антъни Едуардс. През 1999 г. на екран излиза адаптацията на романа „The Vivero Letter“ с участието на Робърт Патрик, а през 2001 г. романът Enemy с участието на Роджър Мур.
Заедно с колегите си британски писатели, като Хамънд Инес и Алистър Маклейн, Багли установява едни от основните конвенции на жанра: як, упорит, изобретателен, но по същество обикновен герой, се изправя срещу злодеи, решени да сеят унищожение и хаос, за да спре техния план.
Дезмънд Багли умира на 12 април 1983 г. в болницата в Саутхемптън, осем дни след получаване на инсулт. Много е обичал ветроходството, пътуванията, четенето на книги и военната история, компютърното програмиране, както и своите кучета и сиамските котки.

## Произведения

### Самостоятелни романи
- The Golden Keel (1963)
- High Citadel (19635)
- Wyatt's Hurricane (1966)
- Landslide (1967)
- The Vivero Letter (1968)
- The Spoilers (1969)
- The Tightrope Men (1973)
Въжеиграчите, изд. „Златорогъ“ (1993), прев. Цветан Петков
- The Snow Tiger (1974)
- The Enemy (1977)
- Bahama Crisis (1980)
- Night of Error (1984)
- Juggernaut (1985)

### Серия „Слейд“ (Slade)
1. Running Blind (1970)
2. The Freedom Trap (The Mackintosh Man) (1971)
Капанът на свободата, изд. „Атика“ (1993), прев. Албена Захариева

### Серия „Макс Стафорд“ (Max Stafford)
1. Flyaway (1978)
2. Windfall (1982)